# Långt ner i tanken
Långt ner i tanken är ett seriealbum av Joakim Lindengren som gavs ut år 1990. Den innehåller följande serier:
- Grundläggande Irrlära Två män vid namn Bo Flodin beställer helt ovetandes om varandra grejer från Hobbex, med högst oväntade resultat, men Gula Tidningen blir räddningen till sist.
- Easy Rider Två motorcyklister kör inne i stan, givetvis går det åt skogen för han som kör Kawasaki.
- Den slutgiltiga lösningen Wunderbaum är bättre än att skura toaletten, eller är det?
- Mercedesmassakern Vådan av att få bensinstopp mitt i natten, historien får dock en oväntad vändning på grund av en utombordsmotor från Evinrude.
- Vinterbilen Innebär vinter att man måste skaffa sig ett förnedrande fordon?
- Ärligt talat Hur ska man få slut på detta öldrickande på hojfester? Lösningar finns.
- Apmercans hämnd Hur gick det EGENTLIGEN till när Mercedes-Benz W115 designades? Och vilka avtryck gjorde det i historien?
- Bödeln blir besiktigad Bödeln får en Volkswagen K70 i födelsedagspresent, och får den dessutom igenom besiktningen på bilprovningen i Sätra, tack vare vissa tillbehör från OK.
- Den pinsamma punkten Verkmästaren köper sig en Saab 99 och installerar servostyrning från OK. Det avslöjas då vad Saabs dåliga väghållning beror på.

Albuminnehållet gavs samma år även ut i en 130 sidors pocketupplaga (Kaninpocket).